# Johannes Arbman
Johannes Arbman, född den 8 juni 1844 i Brunflo socken, Jämtlands län, död den 18 december 1917 i Åsele församling, Västerbottens län, var en svensk präst. Han var son till Ernst Arbman och morfar till Sven Gavelin.
Arbman blev student vid Uppsala universitet 1862. Han prästvigdes 1872 och var domkyrkoadjunkt och tillförordnad fångpredikant vid i Länscellfängelset i Härnösand (Härnösands församling) 1872–75. Han blev hospitalspredikant där 1874, komminister i Hackås 1875 och kyrkoherde i Näs 1880. Arbman blev kyrkoherde i Åsele 1883 och kontraktsprost 1885. Han utgav predikningar och traktater. Arbman blev ledamot av Nordstjärneorden 1897. Han vilar på Åsele gamla kyrkogård.